# Кадралин, Есильбай Талкеевич
Есильбай Талкеевич Кадралин (1 января 1948, с. Чапаевское, Кзылтуский район, Кокчетавская область, Казахская ССР, СССР) — бригадир тракторно-полеводческой бригады совхоза «50 лет комсомола» Кзылтуского района Кокчетавской области, Казахская ССР. Герой Социалистического Труда (1980). Депутат Верховного Совета Казахской ССР. Лауреат Государственной премии Казахской ССР (1978).

## Биография
Родился 1 января 1948 года в селе Чапаевское Кзылтуского района Кокчетавской области (ныне — Уалихановский район, Северо-Казахстанская область, Республика Казахстан).
Происходит из рода канжыгалы племени аргын.
С 1964 по 1982 год — чабан, водитель, механизатор, бригадир тракторно-полеводческой бригады (1970—1992) совхоза «Чапаевский» (позднее — «50 лет комсомола») Кзылтуского района.
В 1971 году бригада под управлением Есильбая Кадралина получила 921 тонну зерновых на участке площадью 1000 гектаров. За эти трудовые достижения был награждён Орденом Ленина. В 1980 году удостоен звания Героя Социалистического Труда «за выдающиеся успехи, достигнутые во Всесоюзном социалистическом соревновании, проявленную трудовую доблесть».
Окончил без отрыва от производства Кокчетавский сельскохозяйственный институт.
В 1971 году избирался депутатом Верховного Совета Казахской ССР.
С 1989 по 1992 год — председатель сельского совета.
С 1993 года — директор сельскохозяйственного предприятия СП «ДЭН», позднее — работа в ГКП «Кокшетау Жылу».
В настоящее время проживает в городе Кокшетау Акмолинской области Республики Казахстан.
Награды
- Герой Социалистического Труда — указом Президиума Верховного Совета СССР 3 марта 1980 года
- Орден Ленина — дважды (13.12.1972; 03.03.1980)
- Орден Октябрьской Революции (24.12.1976)
- Медаль «За освоение целинных земель» (19.03.1971)
- Медаль «За трудовую доблесть» (08.04.1971)
- Лауреат Государственной премии Казахской ССР (19.12.1978)
- Почётный гражданин Уалихановского района (24.12.2007)[3]